# Кристоферс Биндулис
Кристоферс Биндулис (лет. Kristofers Bindulis — Рига, 17. септембар 1995) професионални је летонски хокејаш на леду који игра на позицији одбрамбеног играча.
Члан је сениорске репрезентације Летоније за коју је дебитовао на светском првенству 2017. године.
Од 2013. године студира у Сједињеним Државама где игра за тамошње студентске клубове. У марту 2017. потписао је трогодишњи предуговор са НХЛ екипом Вашингтон капиталси.